# Teresita Fernández (Installationskünstlerin)

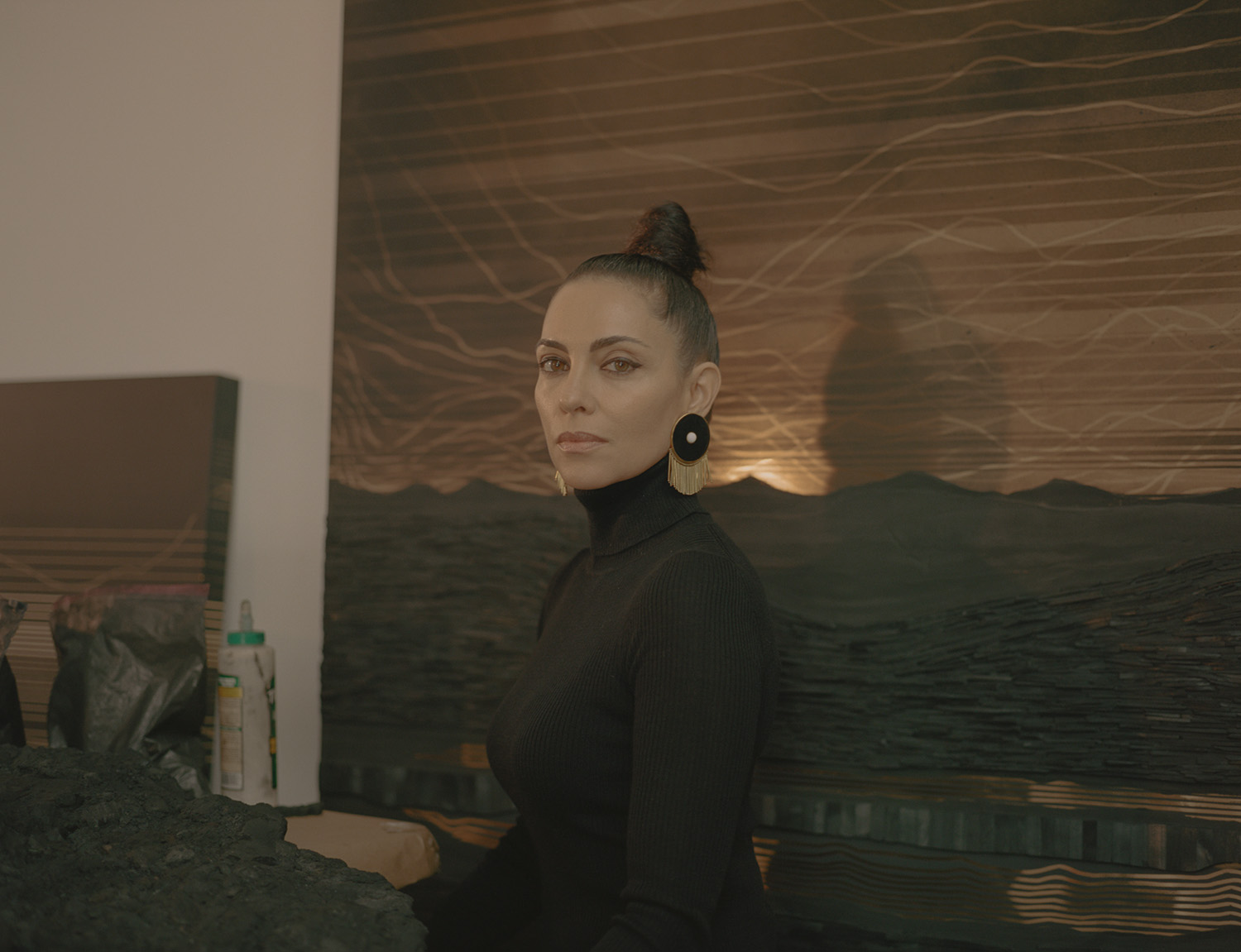
Teresita Fernández, 2024

Teresita Fernández (* 12. Mai 1968 in Miami, Florida, Vereinigte Staaten) ist eine US-amerikanische Installationskünstlerin, Bildhauerin und Fotografin. Sie ist vor allem für ihre öffentlichen Installationen bekannt.

## Leben und Werk

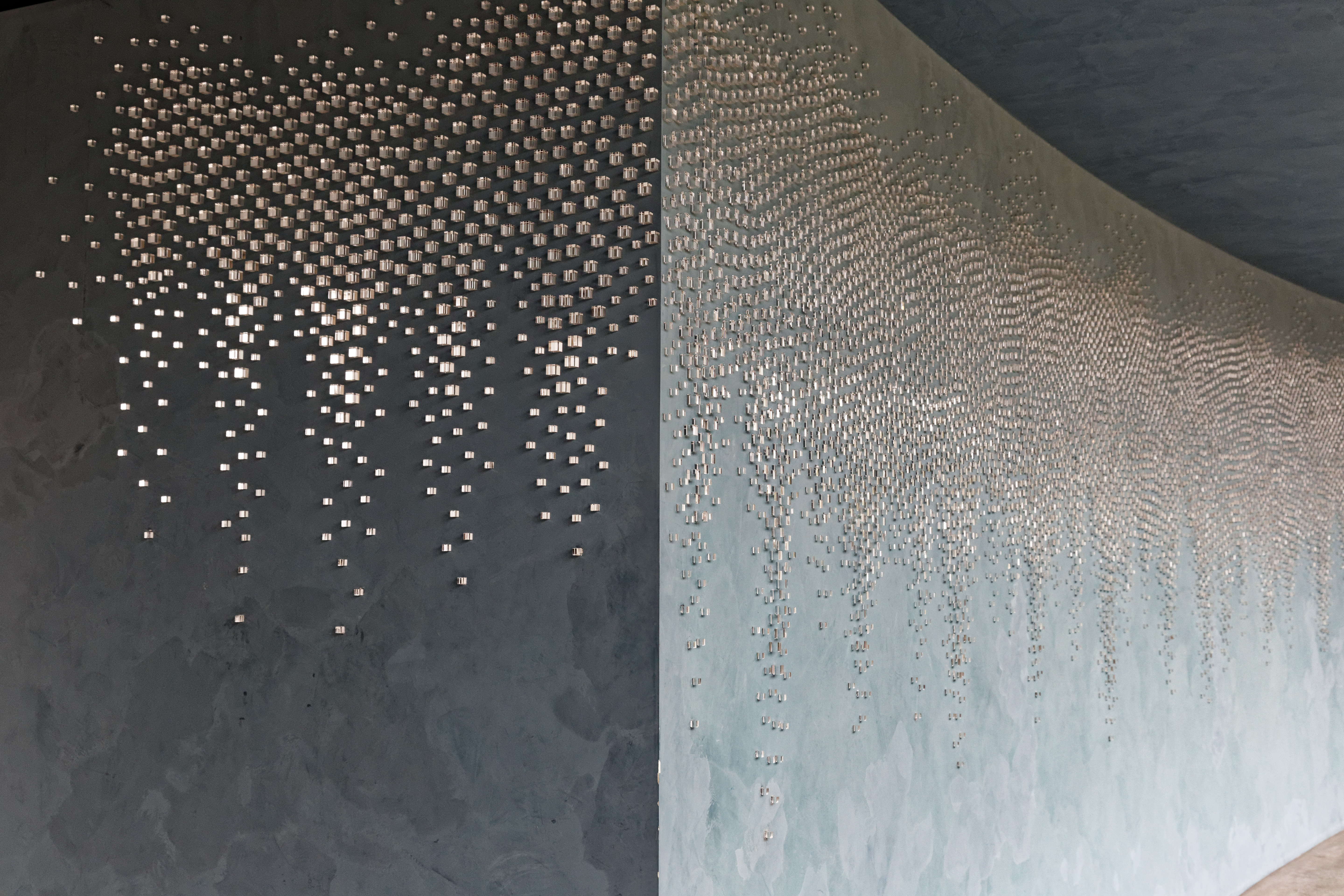
Blind Blue Landscape

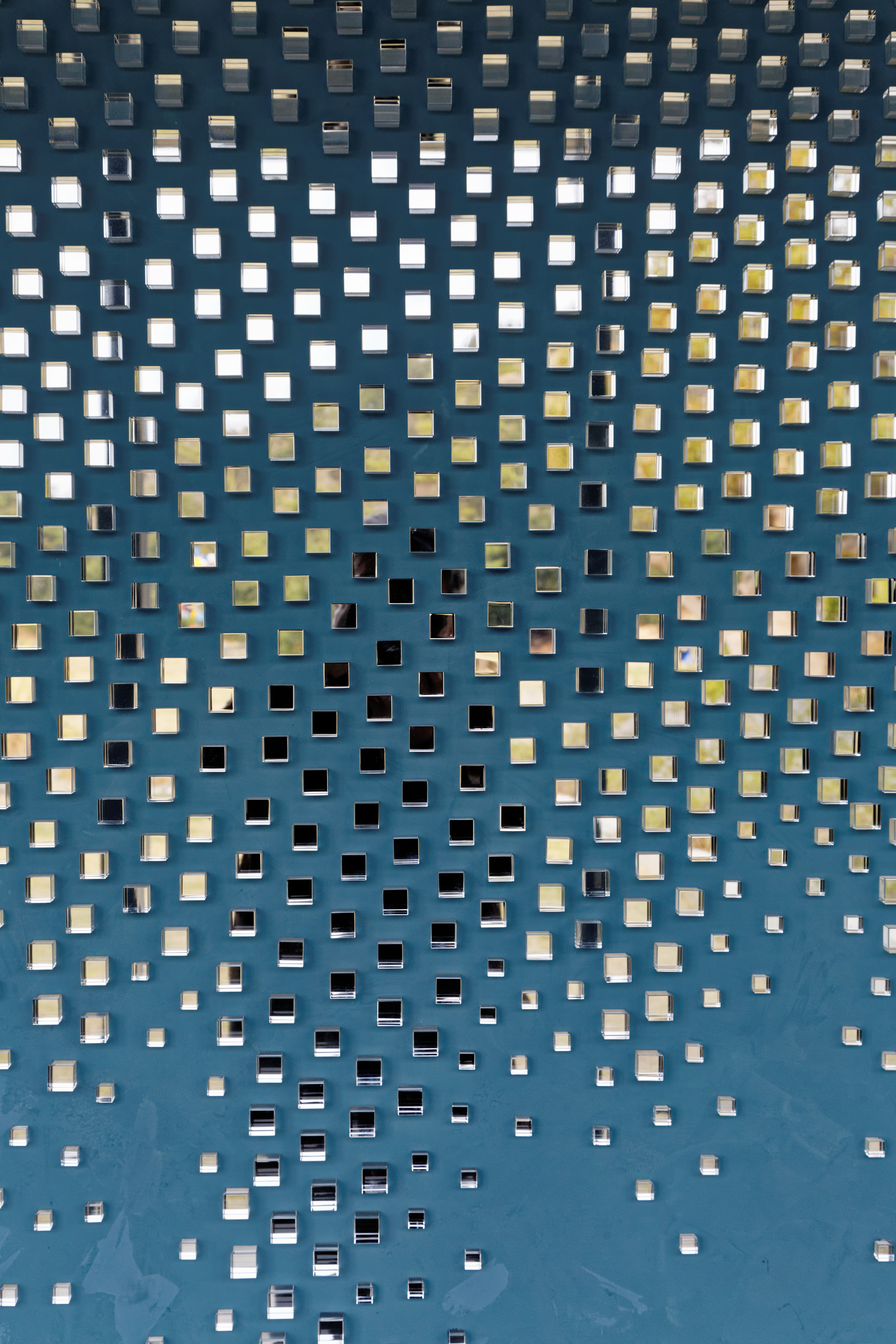
Blind Blue Landscape

Fernández wuchs als Kind kubanischer Einwanderer in Miami auf. 1990 schloss sie ihr Studium mit einem Bachelor of Fine Arts an der Florida International University ab. Nach ihrem Master of Fine Arts an der Virginia Commonwealth University im Jahr 1992 absolvierte Fernández Aufenthalte in Asien, Europa und den USA.
1996 begann Fernández, architektonische Installationen zu schaffen, die wie Schwimmbäder aussahen und sich mit dem auseinandersetzten, was sie als „Autorität, Voyeurismus und den Innenraum gebauter Umgebungen“ beschrieb. Nach einem Aufenthalt in Japan im Jahr 1998 verlagerte sie ihre Aufmerksamkeit von architektonischen Innenräumen auf Landschaften. In späteren Installationen, wie Blind Blue Landscape (2009) in Naoshima, inszenierte sie verschiedene Sichtachsen.
Fernández lebt und arbeitet seit 1998 in New York City. Ihr erstes öffentliches Kunstwerk Bamboo Cinema (2001) schuf sie im Madison Square Park und arbeitet seitdem im öffentlichen Raum. In den 2000er Jahren begann Fernández, sogenannte „gestapelte Landschaften“ zu schaffen, Kunstwerke, die konzeptuell die Schichtung des historischen und kulturellen Kontexts von Orten und Materialien erforschen. Sie verwendete Materialien wie Gold wegen seiner Strahlkraft und als Referenz an die Geschichte der „Auslöschung und Dezimierung indigener Völker aufgrund europäischer Gier“. In Nocturnal (Horizon Line) (2010, SAAM) verwendet Fernández Graphit, das gleiche Material, das auch in Bleistiften verwendet wird, um auf die skulpturalen Qualitäten des Materials hinzuweisen, die über seine übliche Assoziation mit traditioneller Zeichnung und dem Land, aus dem das Mineral abgebaut wurde, hinausgehen.
Im Philadelphia Museum of Art war das Eröffnungswerk, das in einem neuen, von Frank Gehry entworfenen Atrium ausgestellt wurde, eine 5,5 mal 8,5 Meter große Version ihres Werks Fire (United States of the Americas). Auf der puzzleartige Karte der USA sind die Bundesstaaten mit Kohle gezeichnet und von rauchigen Streifen umgeben.
2011 wurde sie von Präsident Barack Obama in die United States Commission of Fine Arts berufen und organisierte 2016 das US Latinx Arts Futures Symposium.
Ihre Arbeiten wurden international ausgestellt, unter anderem im Institute of Contemporary Art in Boston, New Britain Museum of American Art, Museum of Modern Art, San Francisco Museum of Modern Art, im Philadelphia Museum of Art, Phoenix Art Museum, Pérez Art Museum Miami, Harvard University, Museum of Contemporary Art (Chicago), Des Moines Art Center, Modern Art Museum of Fort Worth, Museum of Contemporary Art Cleveland, Centro de Arte Contemporáneo de Málaga, Museum of Fine Arts, Boston, Smithsonian Museum of American Art, Massachusetts Museum of Contemporary Art und Castello di Rivoli in Turin.
Fernández hat zahlreiche großformatige öffentliche Skulpturen geschaffen, unter anderem an der Brooklyn Academy of Music, im New Orleans Museum of Art, in der Ford Foundation, New York und im Madison Square Park.

## Auszeichnungen und Ehrungen (Auswahl)
- 1994: CINTAS-Stipendium
- 1995: Stipendium des Metro-Dade Cultural Consortium, Miami
- 1998: Artist in Residence am Artpace San Antonio
- 1999: Fellow der American Academy in Rome
- 1999: Biennale-Preis der Louis Comfort Tiffany Foundation
- 2003: Guggenheim-Stipendium
- 2005: MacArthur Fellows Programm[7]
- 2013: Aspen Art Museum Aspen Award für Kunst
- 2016: Art in General Visionary Artist Honoree, New York City
- 2017: Nationales Akademiemitglied, National Academy Museum and School[8]
- 2017: Bürgermeisterliche Beratungskommission für städtische Kunst, Denkmäler und Markierungen, New York City
- 2017: Preisträgerin des 40. Jubiläums des Drawing Center, New York City
- 2021: Meridian Cultural Diplomacy Award, Meridian International Center, Washington, D.C.[9]
- 2021: Preis für herausragendes Design, New York City Public Commission[10]
- 2022: Creative Capital Award
- 2022: Mitglied der American Academy of Arts and Sciences
- 2023: The Armory Show, Javits Center, New York City[11]

## Ausstellungen (Auswahl)
- 2021: Contemporary Optics, San Francisco Museum of Modern Art
- 2022: Forecast Form: Art in the Caribbean Diaspora, 1990s – Today im Museum of Contemporary Art Chicago (MCA)
- 2024: “Teresita Fernández / Robert Smithson,” at SITE Santa Fe[12]